# Calamagrostis andrejewii
Calamagrostis andrejewii är en gräsart som beskrevs av Dmitrij Litvinov. Calamagrostis andrejewii ingår i släktet rör, och familjen gräs. Inga underarter finns listade i Catalogue of Life.